# Der Herr der Welt (1913)
Der Herr der Welt ist ein deutsches Stummfilm-Science-Fiction-Drama aus dem Jahre 1913 über die künstliche Herstellung von Gold. Regie führte Rudolf del Zopp.

## Handlung
André Turenne, mit seiner Frau Claire glücklich verheiratet, arbeitet in einer Chemiefabrik. Der junge Mann geht ganz und gar in seinem Beruf auf, selbst nach Feierabend macht er chemische Experimente. Eines Tages glaubt er sich einer epochalen Erfindung nahe und bittet seinen Chef Carpot darum, dessen Privatlabor benutzen zu dürfen, um die Erfindung fertigzustellen. Als Carpot erfährt, dass Turenne auf chemischem Wege Gold herstellen will, hält er ihn für verrückt und wirft ihn kurzerhand hinaus. Daraufhin schleicht André des Nachts heimlich in das Laboratorium. Während er experimentiert, hält Claire auf dem Dach Wache. Dann naht plötzlich Carpot mit einigen seiner Leute. Durch die Dachluke türmt André und wirft dabei eine Flasche mit Weingeist um. Durch einen unglückseligen Zufall gerät daraufhin das Holzhaus in Flammen. Alles brennt bis auf die Grundmauern nieder. Claire begibt sich am folgenden Morgen zu dem Tatort und nimmt von der den Brand überlebenden Zentrifuge einen röhrenförmigen Behälter an sich, in dem ihr Gatte vergangene Nacht reines Gold geschaffen hat.
André und Claire wähnen sich nun am Ziel ihrer Träume, doch Carpot hat an der Zentrifuge noch Goldreste entdeckt und schließt messerscharf, dass nur Turenne für das Großfeuer verantwortlich sein könne. Wegen Brandstiftung lässt er nun nach seinem früheren Angestellten fahnden. Die beiden Turennes haben sich derweil in eine große Stadt abgesetzt und bei einem Trödler ihr erstes selbst geschaffenes Gold zu Geld gemacht. Dann finden sie Unterkunft in einem Gasthof. Dort spürt Carpot ihn schließlich auf. Der ehemalige Chef macht André ein Angebot: „Verkauf mir dein Geheimnis oder sei mein Kompagnon“. Turenne lacht den Alten ebenso aus, wie der ihn einst bei der Bitte um die Benutzung seines Laboratoriums ausgelacht hatte. Warum sollte er auch teilen? André Turenne weiß, dass er mit seiner Erfindung zum „Herrn der Welt“ aufsteigen könnte. Daraufhin lässt Carpot Turenne wegen Brandstiftung verhaften. Claire, in diesem Moment gerade nicht anwesend, schleicht ihrem verhafteten Gatten nach und befreit ihn in einem Husarenstreich. Das Ehepaar flieht ins Ausland, Andrés alte Heimat, doch auch dort ist man nicht sicher, denn in diesem Land herrscht gerade große Aufruhr, da man den Staatsbankrott vor Augen hat.
Als glühender Patriot macht André seinem Land das Angebot, mit seiner Goldschöpfung dem Land aus seiner finanziellen Krise herauszuhelfen. Ein geheimer Staatsvertrag wird abgeschlossen, und André als Retter seiner Heimat gefeiert. Um Begehrlichkeiten durch lichtscheues Gesindel zu vermeiden, streut André jede Nacht Goldsand auf einem freien Feld, so dass die Öffentlichkeit glaubt, dass dort lediglich eine Goldader aufgetan wurde. Bald ist das Land befriedet und lebt im Wohlstand. Da entscheidet sich André, dass man nun die Goldherstellung einstellen sollte. Das sieht die Regierung naturgemäß ganz anders und interniert in ihrer Undankbarkeit ihren Retter in einem Schloss. Zur Begründung heißt es in Zeitungsberichten, Turenne habe sich im Größenwahn als „Herr der Welt“ bezeichnet. Daheim liest auch Carpot diese Reportagen und ahnt natürlich sofort die Zusammenhänge. Er lässt Turenne mitteilen, dass er ihn gegen eine entsprechende Entlohnung befreien würde. Carpot verkleidet sich als Hausierer und dringt so bis in das Schlossinnere vor. Er steckt Turenne einen Kassiber zu, in dem steht, dass er auf der Südseite der Schlossmauer alles für Andrés Flucht vorbereitet habe. Die Flucht gelingt, doch Carpot kommt dabei ums Leben. Und wieder müssen André und Claire außer Landes fliehen. 
Wieder zurück in dem Land, aus dem er einst getürmt war, wird Turenne in allen Ehren empfangen. Nun beginnt er ganz offiziell Gold herzustellen was bald Neid, Missgunst und allgemeine Begehrlichkeiten bei den Nachbarstaaten hervorruft. Dem goldproduzierenden Land wird von den Nachbarstaaten der Krieg erklärt, so dass André seine Goldproduktion ordentlich ankurbeln muss, damit der Einsatz von Heer, Marine und Luftwaffe finanziert werden kann. Turenne ist bald der ungekrönte König, selbst der Regent lässt sich herab und telefoniert höchstselbst mit seinem wichtigsten Goldbeschaffer. Durch ein Unglück – ein Zentrifugenbehälter fliegt aus der Verankerung – wird Turenne eines Tages schwer verletzt. Sein nahes Ende antizipierend, will André die Geheimformel aufschreiben, um sie Claire zu hinterlassen. Doch es ist bereits zu spät; ehe André sein Geheimnis an seine geliebte Frau weiterleiten kann, stirbt er. Schluchzend wirft sie sich auf seinen Leichnam. Der selbsternannte Herr der Welt hat das Geheimnis seiner Goldproduktion mit ins Grab genommen.

## Produktionsnotizen
Der Herr der Welt entstand in der zweiten Jahreshälfte 1913 im Karl Werner-Filmatelier in Berlins Große Frankfurter Straße 105. Der Fünfakter passierte die Zensur im Dezember 1913 und wurde am 6. Januar 1914 in Deutschland erstaufgeführt. In Österreich-Ungarn muss der Film jedoch bereits Anfang Dezember 1913 vorgestellt worden sein, da ihn die Kinematographische Rundschau in ihrer Ausgabe vom 7. Dezember 1913 auf den Seiten 104 und 106 ausführlich bespricht. Eine offizielle Vorführung auf der Wiener Filmschau fand am 10. Dezember 1913 statt, der österreichische Massenstart war am 9. Januar 1914. Der Film war 1535 Meter lang. In den USA lief Der Herr der Welt im Juni 1914 unter dem Titel Master of the World an.
Die Filmbauten entwarf Kurt Dürnhöfer.
Dasselbe Thema, die künstliche Herstellung von Gold, griff 1934 auch Karl Hartls Film Gold mit Hans Albers auf.